# Majoránnaszagú pókhálósgomba
A majoránnaszagú pókhálósgomba (Cortinarius percomis) a pókhálósgombafélék családjába tartozó, Európában honos, fenyvesekben élő, nem ehető gombafaj. 

## Megjelenése
A majoránnaszagú pókhálósgomba kalapja 3-8 cm széles, fiatalon félgömb alakú, majd domborúan, idősen laposan kiterül. Felszíne nyálkás-tapadós. Színe eleinte sárga vagy sárgásnarancs, idősen barna. Széle sokáig begöngyölt marad és burokmaradványok lehetnek rajta.
Húsa halványsárga, a tönkben kénsárga. Szaga erős, fűszeres (majoránnaszerű) vagy gyümölcsös (alma-vagy mandarinszerű), idősen kellemetlen; íze nem jellegzetes. 
Sűrű lemezei tönkhöz nőttek. Színük fiatalon halványsárgás, később barnássárga, idősen fahéjbarna. 
Tönkje 4-10 cm magas és 1-2,5 cm vastag. Tönkjének töve kissé bunkósan megvastagodott. Színe sárgás, néha fehéres. Felszínén megmaradhatnak a lemezeket védő sárgás-fehéres kortina szálas maradványai. 
Spórapora rozsdabarna. Spórája mandula alakú, durván rücskös, mérete 10,5-13 x 6-7 um.

### Hasonló fajok
Erős szaga jellegzetes. Külseje alapján hasonlíthat hozzá a változékony pókhálósgomba, a vastaghúsú pókhálósgomba vagy az övestönkű pókhálósgomba. 

## Elterjedése és termőhelye
Európában honos. 
Fenyvesekben él, inkább meszes talajon. Augusztus-szeptemberben terem. 

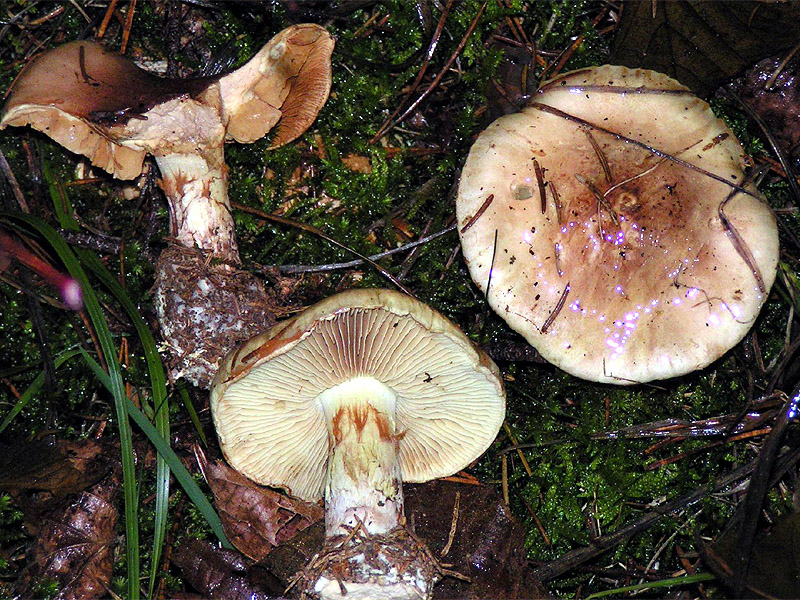
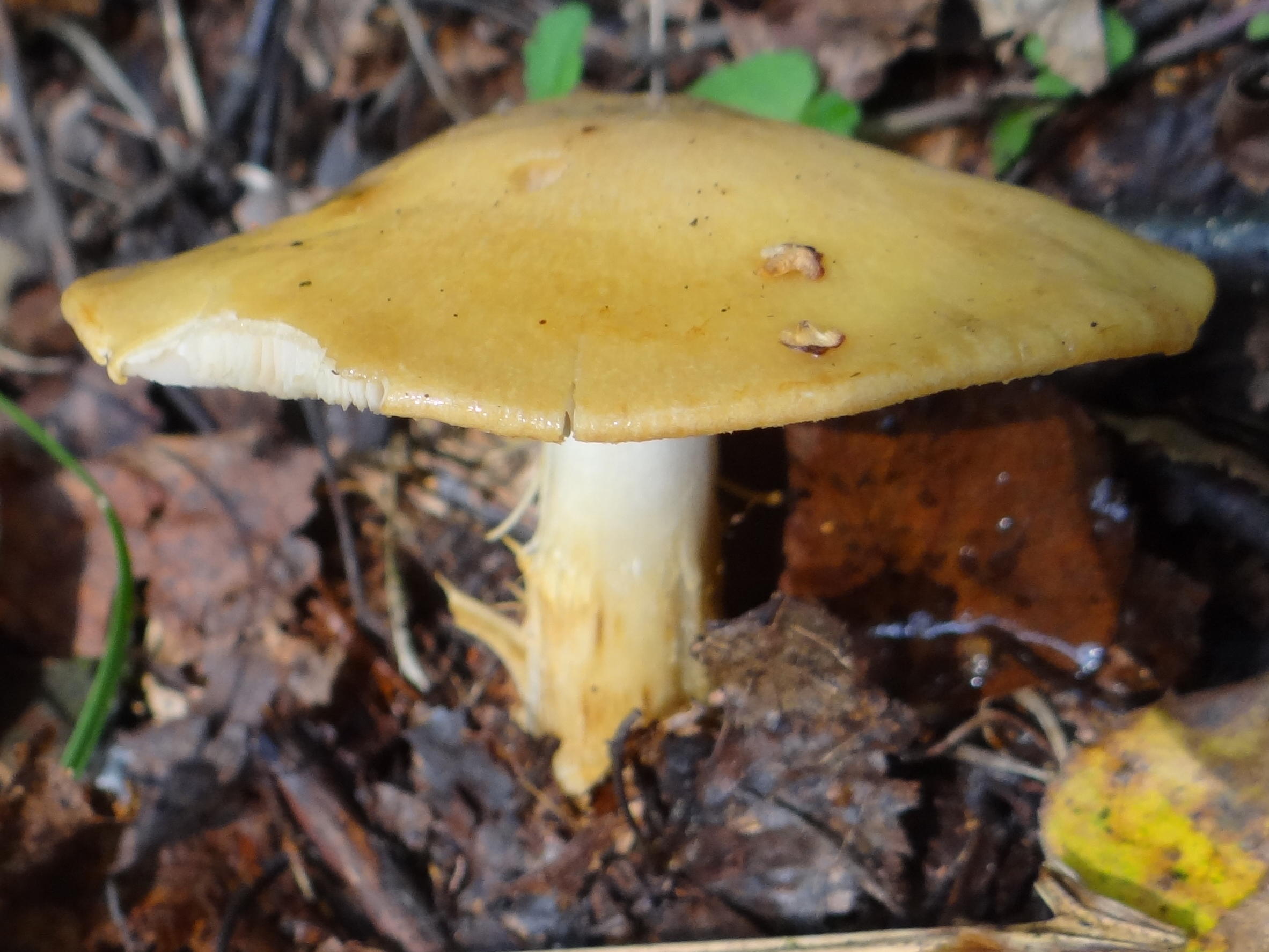
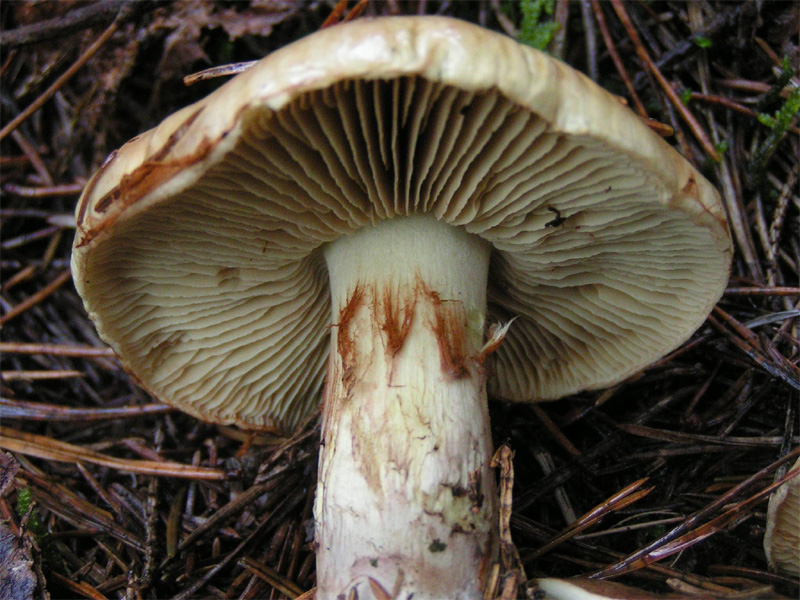
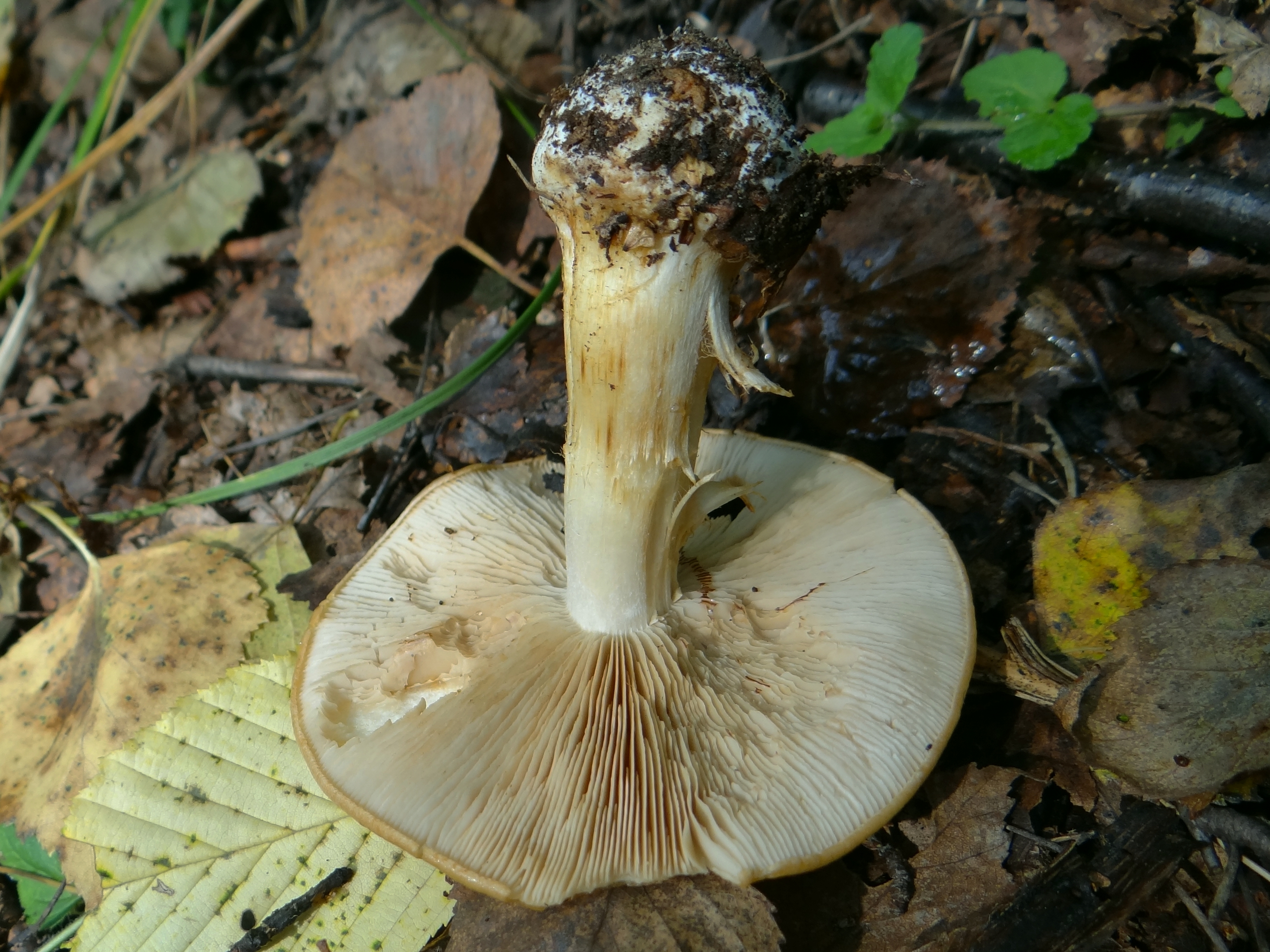

Ehető, de nem túl ízletes gomba.